# ساركومة العظم
ساركومة العظم هو سرطان العظام الأولي الخبيث، نوع من الساركومة التي تبدأ بشكل أساسي من العظم. على عكس معظم سرطانات العظم الثانوية التي تنشأ تنيجة انبثاث الخلايا السرطانية الخبيثة من عضو آخر. يعد ساركومة العظام نادراً ويؤثر في الغالب على الساقين.
هناك ثلاثة أنواع أساسية من ساركومة العظام صنفت بالاعتماد على نوع النسيج.
هناك نوع آخر من الساركومة وهو ساركومة الخلايا الرخوة.

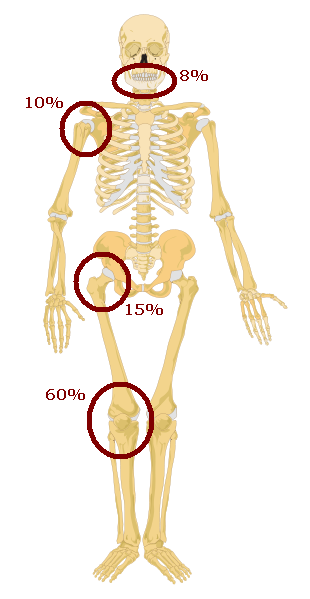
المواقع المفضلة لتطور الساركومة العظمية

## الأنواع الأساسية
هناك ثلاثة أنواع من ساركومة العظام: ساركومة عظمية، ساركومة يوينغ، ساركومة غضروفية. ويوجد أنواع فرعية من هذه الأنواع الاساسية، ويعد نوع الساركومة العظمية هو النوع الأكثر شيوعاً من بين الأنواع الثلاثة.

### ساركومة عظمية
يعد من أكثر أنواع الساركومة العظمية شيوعاً وانتشاراً لدى الأطفال والمراهقين.
تحدث الإصابة ضمن أنسجة العظام النامية، حيث تتكون خلايا فريدة من نوعها (خلايا جذعية وسيطية) تنتج عظم غير ناضج. يظهر ان الورم يحتوي على خلايا زرقاء صغيرة مستديرة عند إجراء اختبار الكيمياء النسيجية المناعية. تعبر الخلايا عن مستويات عالية من CD99.

### ساركومة يوينغ
تعتبر ثاني أكثر الأنواع شيوعاً وانتشاراً بين الأطفال والمراهقين، وكذلك أكثر الأنواع عدوانية، حيث تتطور بشكل رئيسي من تجويف النخاع في العظم مع خلايا تهاجم جهاز هافرس، وعند إجراء اختبار الكيمياء النسيجية المناعية يظهر ان الورم يحتوي على خلايا زرقاء صغيرة مستديرة. تعبر الخلايا عن مستويات عالية من CD99.

### ساركومة غضروفية
نوع من أنواع سرطان العظام الذي يبدأ بالخلايا الغضروفية. وعلى عكس الأنواع الأخرى فان هذا النوع نادراً ما يصيب الأشخاص دون سن العشرين ويكون أكثر شيوعاً عند البالغين.
تتطور معظم الساركومة الغضروفية في الحوض، الأيدي، الأرجل. نظيره الحميد يدعى بالورم الغضروفي الباطن، الذي يصنف إلى ثلاثة أنواع حسب الدرجة كمقياس لمعدل نموه (الأول (I), الثاني (II), الثالث (III)) الاقل درجة له اقل معدل نمو، والدرجة الثالثة أكثر خطورة وأسرع انتشاراً.
هناك أنواع فرعية من الساركومة الغضروفية لها ميزات مختلفة وتشمل:
ساركومة غضروفية غير متمايزة
يمكن أن تتحول الساركومة الغضروفية غير المتمايزة جزئياً إلى خلايا تشبه تلك الموجودة في الساركومة العظمية على سبيل المثال والتي لها نمو أسرع.
ساركومة الخلايا الصافية
نادرة وبطيئة النمو ونادراً ما تنتشر.
ساركومة غضروفية متوسطية
يمكن أن تنمو بسرعة ولكن على عكس الأنواع الأخرى يمكن أن تستجيب للعلاج الإشعاعي والعلاج الكيميائي. معبأة بخلايا زرقاء صغيرة بشكل كثيف مثل تلك الموجودة في ساركومة يوينغ، يمكن أن يساعد الكولاجين من النوع الثاني (II) في تمييزه عن الأورام الأخرى.